# Tramitichromis
Tramitichromis – rodzaj słodkowodnych ryb okoniokształtnych z rodziny pielęgnicowatych (Cichlidae). 

## Występowanie
Gatunki endemiczne jeziora Malawi w Afryce.

## Klasyfikacja
Gatunki zaliczane do tego rodzaju:
- Tramitichromis brevis
- Tramitichromis intermedius
- Tramitichromis lituris
- Tramitichromis trilineatus
- Tramitichromis variabilis

Gatunkiem typowym jest Tilapia brevis obecnie Tramitichromis brevis.